# Christin Wurth-Thomas

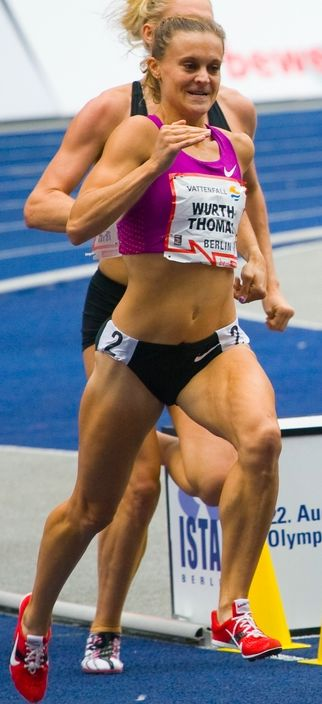
Christin Wurth-Thomas, 2011.

Christin Wurth-Thomas, född den 11 juli 1980 i Bloomington i Illinois, är en amerikansk friidrottare som tävlar i medeldistanslöpning.
Wurth-Thomas deltog vid VM 2007 på 1 500 meter men blev utslagen i försöken. Samma öde gick hon till mötes vid Olympiska sommarspelen 2008. Däremot var hon i final på 1 500 meter vid VM 2009 i Berlin, då hon slutade på femte plats på tiden 4.05,21. Hon avslutade friidrottsåret med att bli trea vid IAAF World Athletics Final 2009.

## Personliga rekord
- 800 meter - 1.59,35 från 2009
- 1 500 meter - 3.59,98 från 2009